# Fundação Parques e Jardins

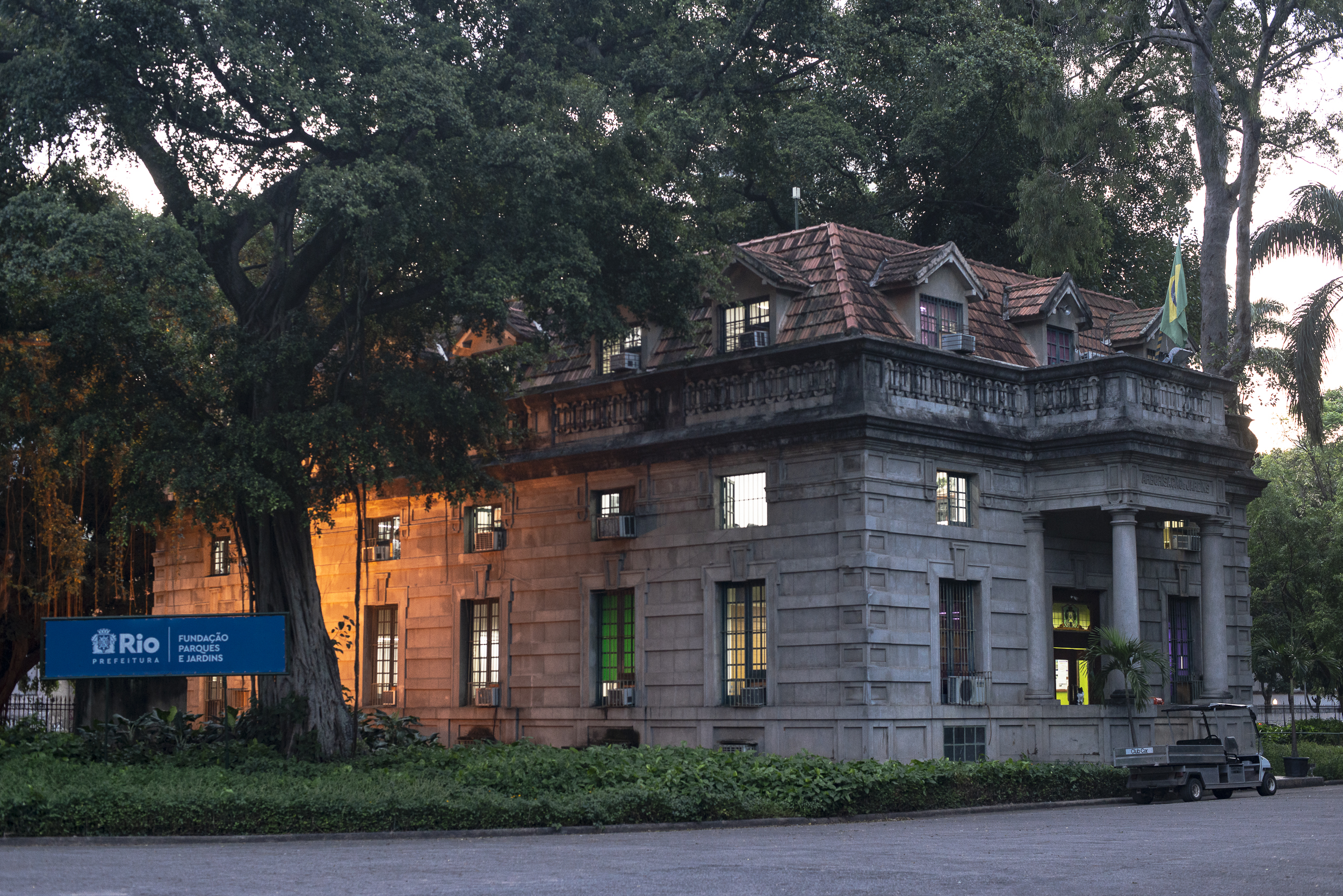
faixada da Fundação Parques e Jardins no Campo de Santana

A Fundação Parques e Jardins (FPJ) é um órgão do governo municipal responsável pelo planejamento e construção de parques, praças e áreas de lazer da cidade do Rio de Janeiro, além do planejamento da arborização do município.

## Praças e Parques da Cidade
A cidade do Rio de Janeiro tem aproximadamente 2.000 praças, parques e áreas de lazer. O papel da Fundação Parques e Jardins é de planejar obras, reformas e intervenções nessas áreas, por meio de sua equipe de arquitetos, urbanistas e engenheiross. 
O escopo de atuação inclui mobiliário (bancos e mesas), calçadas, gradil, campos e quadras esportivas, aparelhos de ginástica e brinquedos. A iluminação das praças é de responsabilidade da Rio Luz, enquanto que a COMLURB executa a capina dos canteiros e a limpeza urbana. Finalmente, a conservação das estátuas e monumentos é parte do trabalho da Secretaria Municipal de Conservação (SECONSERVA).

## Arborização
O planejamento da arborização da cidade é responsabilidade da Fundação Parques e Jardins. O plantio de mudas é feito por empresas privadas credenciadas, seguindo todo o protocolo determinado pelos técnicos da Parques e Jardins e a poda de árvores é responsabilidade da COMLURB.

## Produção de Mudas
A produção de mudas de arborização urbana e paisagismo é realizada pela gerência de Hortos da Diretoria de Arborização (DARB). A Fundação Parques e Jardins possui 3 hortos: 1 horto em Jacarepaguá e 2 em Guaratiba. Em 2022 a Parques e Jardins inaugurou seu terceiro horto - o Árvores do Amanhã.
O horto Árvores do Amanhã é especial, pois as árvores podadas na cidade serão levadas para o viveiro e vão ser adubo para as novas mudas. As mudas que irão crescer no Árvores do Amanhã serão espalhadas pelas zonas norte e oeste da cidade do Rio - onde a Parques e Jardins identificou déficit arbóreo. O projeto foi financiado pela empresa de roupas FARM, em uma bem sucedida parceria entre governo e iniciativa privada.

## Plantio
A Fundação Parques e Jardins realiza plantios na Cidade do Rio de Janeiro gerados em cumprimento às Leis n°613/84. (habite-se 14), n°1.196/88 (plantio no passeio) e da Resolução SMAC n°587/15 As espécies utilizadas, em sua grande maioria, obedecem a Resolução FPJ n°24/10, que informa as espécies a serem usadas na arborização urbana na Cidade do Rio. Nela constam 75 espécies, das quais 11 são exóticas e as demais nativas.
O planejamento do plantio a ser executado passa por vistoria técnica de um profissional da FPJ que, obedecendo aos critérios estabelecidos na Resolução FPJ n°03/1996, determina o local em que um novo vegetal deve ser plantado. Os plantios são realizados por empresas ou pessoas físicas devidamente credenciadas na FPJ e atestados por um técnico da instituição.

## Poda
O Decreto nº 28.981, de 18 de setembro de 2008, transferiu da Fundação Parque e Jardins para a Companhia Municipal de Limpeza Urbana (COMLURB), as atribuições de conservação, manutenção e reformas de todos os canteiros, praças e parques, bem como as podas de árvores.
Os serviços realizados pela COMLURB são as podas e remoções de árvores em áreas públicas, os quais visam prioritariamente o atendimento das solicitações feitas pela população através da central telefônica 1746. O atendimento pelo 1746 concentra mais de mil serviços municipais. A central funciona 24 horas por dia e recebe solicitações via telefone, site e aplicativo para smartphones.
A COMLURB é responsável também pelo acionamento de outros órgãos necessários para a execução dos serviços, como a Light, CET-Rio e Guarda Municipal, devido a necessidade de desligamento da rede de energia e fechamento total ou parcial de ruas e redirecionamento do trânsito de veículos para execução do trabalho.
A autorização para a remoção de vegetação na cidade do Rio de Janeiro está vinculada à implantação de medida compensatória em função do impacto negativo causado pela remoção autorizada (Resolução 587/2015 SMAC). O objetivo é garantir o plantio de novos espécimes vegetais, bem como a manutenção e conservação da cobertura vegetal da cidade.
A Light Serviços de Eletricidade S.A. (Light), empresa concessionária de serviços públicos de distribuição de energia elétrica, realiza em toda a cidade poda de árvores que estejam em conflito com as linhas de transmissão, visando preservar a exigida continuidade do serviço público.
Um dos pontos mais complexos no manejo da arborização e, em particular, das ações de poda é a interpretação - equivocada - de que se trata de um serviço simples. Os técnicos da Fundação Parques e Jardins preconizam que, sempre que possível e de acordo com o caso concreto, minimizar os conflitos das árvores com os equipamentos urbanos e as edificações (postes, semáforos, telhados, fachadas etc.), fazendo a menor intervenção possível no vegetal. 

## Quedas de árvores
Há uma relação direta entre eventos meteorológicos severos e quedas de árvores. A principal causa de quedas é a ocorrência de vento forte associado à chuva, o que corresponde a 88% dos casos.
Há uma menor taxa de queda de árvores podadas, quando comparadas com árvores sem poda. A resistência que as folhas e galhos de uma árvore exercem durante uma situação de fortes ventos é maior quando esse indivíduo não se apresenta podado.
As árvores da cidade, altas e com raízes superficiais, são frágeis diante de ventanias. Sufocadas em pequenos canteiros, quando caem elas se tornam um perigo para os pedestres e mais um fator contra a mobilidade urbana.

## Desafios Futuros para a Parques e Jardins
A Fundação Parques e Jardins tem um papel fundamental em dois grandes desafios da metrópole carioca. Primeiro, ajudar a aumentar o número de árvores na cidade e mitigar os efeitos das mudanças climáticas. Em segundo lugar, expandir o acesso dos cariocas a locais com áreas para lazer e prática de esportes.
Nos dois desafios, mudanças climáticas e áreas de esporte e lazer, a Parques e Jardins busca ser um agente que diminua as desigualdades sociais na cidade do Rio, concentrando seus esforços nos bairros com menor renda, logo maior déficit de áreas verdes e áreas de prática de esportes.
No desafio da arborização, plantar uma árvore urbana é trabalho complexo. A árvore pode crescer e bater nos fios da rede elétrica, a gola da árvore (o espaço ao redor dela no chão) pode ser danificada por automóveis, ou mesmo, as raízes da árvore podem crescer até alcançar a rede de esgoto.
A falta de monitoramento das espécies plantadas é outro dos desafios identificados pelos técnicos de arborização da Fundação Parques e Jardins. É um desafio hercúleo monitorar o crescimento de milhares de árvores espalhadas pela megalópole carioca. Para resolver essa questão, a Parques e Jardins lançará, em 2022, um projeto inovador, Arborize-se.
O projeto “Arborize-se'' vai colocar para trabalhar lado a lado, governo e sociedade civil. O governo, por meio da Parques e Jardins, vai capacitar membros de coletivos de arborização de várias partes da cidade do Rio. Os coletivos têm a capilaridade e o conhecimento do território para serem os olhos dos técnicos da Fundação Parques e Jardins nos bairros. A meta é fazer as árvores crescerem mais saudáveis.

## Diretorias
A Fundação Parques e Jardins é composta por cinco departamentos:
- Diretoria de Administração e Finanças (DAF): Tem como objetivo maximizar a eficiência organizacional interna da FPJ. Responsável pela rotina administrativa, pagamentos e licitações.
- Diretoria de Arborização e Produção Arbórea (DARB): Engenheiros ambientais e biólogos responsáveis por planejar a arborização da cidade, identificar pontos para o plantio de novas mudas e realizar vistorias técnicas.
- Diretoria de Conservação e Obras (DCO): É encarregada pelas obras de construção e manutenção de praças na cidade. A DCO é responsável pelo calçamento das praças, pela instalação de mobiliário urbano e por transformar terrenos em praças.
- Diretoria de Planejamento e Projetos (DPL): É responsável pelo projeto das praças e parques da cidade do Rio de Janeiro
- Presidência: Busca maximizar a eficiência da administração dos parques da cidade e garantir maior qualidade de vida à comunidade carioca.